# ビッグママ・ハウス3
『ビッグママ・ハウス3』（原題: Big Mommas: Like Father, Like Son）は、2011年のアメリカ合衆国のアクションコメディ映画。2006年の映画『ビッグママ・ハウス2』の続編である。日本ではビデオスルーとして、2011年8月3日にDVDが発売された。

## ストーリー
FBI捜査官のマルコム・ターナーは、息子のトレント・ターナーがデューク大学に合格した事を喜ぶが、当の本人はヒップホップ歌手としてのメジャーデビューを切望していた。

そんな中、マルコムが捜査で潜り込んだ先でトレントが殺人を目撃してしまい、マフィアを検挙するためのUSBメモリがジョージア女子芸術学校にある事を知る。

そしてマルコムはまたしてもビッグママとなり、トレントは娘のシャーメインとなってジョージア女子芸術学校に潜入するが、トレントはヘイリー・ロビンソンに恋し……

## キャスト
| 役名                              | 俳優                               | 日本語吹き替え |
| --------------------------------- | ---------------------------------- | -------------- |
| マルコム・ターナー / ビッグママ   | マーティン・ローレンス             | 江原正士       |
| トレント・ターナー / シャーメイン | ブランドン・T・ジャクソン          | 内山昂輝       |
| ヘイリー・ロビンソン              | ジェシカ・ルーカス                 | 小林沙苗       |
| チャーコフ                        | トニー・カラン                     | 清水明彦       |
| ブラッド                          | アンリ・ルバッティ                 | 加藤拓二       |
| ジャスミン・リー                  | ポーシャ・ダブルデイ               | 豊口めぐみ     |
| ゲイル                            | アナ・オルティス                   | 岡寛恵         |
| ミア                              | ミシェル・アン                     | うえだ星子     |
| イザベル                          | エミリー・リオス                   | 高梁碧         |
| ドラマクイーン                    | ジャスミン・バーク                 | 谷口佳子       |
| カーティス・クール                | ファイゾン・ラブ                   | 金光宣明       |
| アンソニー・カネッティ            | マックス・カセラ                   | 蓮池龍三       |
| ディランテ                        | ザック・マインズ                   | 佐藤拓也       |
| TJ                                | トレイ・リンジー                   | かぬか光明     |
| レンブラント                      | マーク・ジョン・ジェフリーズ       | 逢笠恵祐       |
| スクラッチ                        | ブランドン・ギル                   | 杉村憲司       |
| メルシエ                          | マリ・モロウ                       | 小橋知子       |
| 美術教師                          | スージー・スピアー・パーセル       | 根本圭子       |
| ビバリー・タウンゼント            | シェリー・シェパード（カメオ出演） | 渋谷はるか     |
| 郵便配達員                        | ケン・チョン（カメオ出演）         | 逢笠恵祐       |
| カフェテリアの生徒                | スーザン・グリフィス（カメオ出演） |                |

- 日本語版制作スタッフ
  - 演出：高田浩光、翻訳：瀬谷玲子、調整：佐藤隆一、制作：ビデオテック

## 評価
批評家には圧倒的に否定的な評価を受けた。Rotten Tomatoesでは59個のレビューで5%の支持率であり、平均点は10点満点で2.6点となった。また、Metacriticでは14個のレビューで100点中22点であった。